# چونگ سو-یونگ
چونگ سو-یونگ (انگلیسی: Chung So-young؛ زادهٔ ۴ مارس ۱۹۶۷) بدمینتون‌باز اهل کره جنوبی است.